# 東町 (小金井市)
東町（ひがしちょう）は、東京都小金井市に存在する町名である。現行行政地名は東町一丁目から東町五丁目。住居表示実施済み区域である。郵便番号は184-0011。

## 地理
小金井市の南東部に位置する。北は梶野町、東は武蔵野市境南町及び三鷹市井口及び大沢、南は調布市野水及び府中市多磨町、西は中町、北西は緑町に隣接する。北端に中央本線、北東から南西方向に西武多摩川線が走っており、閑静な住宅街である。南側には国分寺崖線が通り、野川が流れる。

### 地価
住宅地の地価は2015年（平成27年）1月1日に公表された公示地価によれば東町3-6-36の地点で33万1000円/m2となっている。

## 世帯数と人口
2018年（平成30年）1月1日現在の世帯数と人口は以下の通りである。
| 丁目       | 世帯数    | 人口     |
| ---------- | --------- | -------- |
| 東町一丁目 | 1,558世帯 | 3,261人  |
| 東町二丁目 | 1,480世帯 | 3,017人  |
| 東町三丁目 | 1,127世帯 | 2,041人  |
| 東町四丁目 | 3,159世帯 | 5,140人  |
| 東町五丁目 | 1,162世帯 | 2,472人  |
| 計         | 8,486世帯 | 15,931人 |

## 小・中学校の学区
市立小・中学校に通う場合、学区は以下の通りとなる。
| 丁目       | 番地 | 小学校             | 中学校             |
| ---------- | ---- | ------------------ | ------------------ |
| 東町一丁目 | 全域 | 小金井市立東小学校 | 小金井市立東中学校 |
| 東町二丁目 | 全域 | 小金井市立東小学校 | 小金井市立東中学校 |
| 東町三丁目 | 全域 | 小金井市立東小学校 | 小金井市立東中学校 |
| 東町四丁目 | 全域 | 小金井市立東小学校 | 小金井市立東中学校 |
| 東町五丁目 | 全域 | 小金井市立南小学校 | 小金井市立東中学校 |

## 交通

### 鉄道
- 東日本旅客鉄道（JR東日本）中央本線
  - 東小金井駅
- 西武鉄道西武多摩川線
  - 新小金井駅

### バス
- 京王バス（武蔵境駅 - 東小金井駅・武蔵小金井駅）
- 小田急バス（新小金井駅 - 武蔵境駅・三鷹駅）※新小金井駅付近に車庫あり
- CoCoバス（コミュニティバス、中町循環・東町循環）

### 道路
- 東京都道134号恋ヶ窪新田三鷹線（連雀通り）
- 東京都道247号府中小金井線

## 施設
- 野川公園
- 武蔵野公園
- 小金井市立東小学校
- 小金井市立東中学校
- 国際基督教大学高等学校
- 武蔵野中央病院
- 小金井市東センター